# 甘糟景継
甘糟 景継（あまかす かげつぐ）は、戦国時代から江戸時代初期にかけての武将。越後上杉氏の家臣。越後上田衆。なお、姓は「甘粕」の表記の場合もある。
実戦はもとより、戦略眼・戦術構築等、武勇全般に優れた武将として上杉二十五将に数えられている。

## 生涯
上田長尾家譜代の家臣登坂加賀守清高の子。天正5年（1577年）、上杉謙信の指示により戦死した甘糟継義の名跡を継ぎ、藤右衛門清長と名乗ったが、後に主君上杉景勝の一字を賜り景継と改名した。なお、晩年に「清長」と改名している。
天正5年（1575年）に護摩堂城主、天正11年（1583年）には、景勝により五泉城主に任じられ、文禄2年（1593年）には庄内酒田城代となり、慶長3年（1598年）に主家の移封に従い会津へ移り白石城代を務め、2万石を知行した。
慶長5年（1600年）、徳川家康による会津征伐に対して守りを固めていたが、「御家中諸氏略系譜」（『上杉家御年譜』）の記述によれば、景勝の命で会津参府中の留守の隙を突かれて、7月24日に伊達政宗によって白石城を奪われた。慶長6年（1601年）の米沢移封後は6600石を知行している。慶長11年（1606年）、桜田御門普請の頭取を務め、将軍家より時服と銀子を賜った。軍記物等では、妻の急死により会津へ戻った留守中に白石城を奪われたとし、そのことで景勝の怒りを買い死罪になりかけたり、以後景勝から冷遇をうけ、直江兼続の一配下に左遷された等の記述があるが、一次史料からは実証できない。
慶長16年（1611年）5月12日に死去。寛永10年（1633年）に書かれた「甘糟家先祖書」にはゆえあって自害とあり、6600石は取り潰されたとあるが理由は不明。景勝の死後の寛永元年（1624年）、その子供たちは次代藩主・上杉定勝によって300石・200石で上杉家に復帰することを許されたとされる。また、寛永5年12月18日（1629年1月12日）に米沢北山原で家族と共に斬首され、平成19年（2007年）に日本におけるキリスト教殉教者187名中の1人として列福された右衛門信綱（洗礼名ルイス）は、景継の次男とされるが、「侍組禄席掌故」（『上杉文書』）寛永3年（1626年）11月の記録に信綱の名前が認められない、復帰が許されたなら、長男と三男の名前が「侍組禄席掌故」に認められ、次男と言われる信綱の名前が認められないのはおかしく、明らかに誤りである（寛永3年の記録は、寛永5年の殉教前であり記録を抹消される理由も又、抹消された形跡もない）。従って、当時、在勤中であった、甘粕丹後守重政の長男であると推測される。重政の嫡子として禄を相続するので父の在勤中に禄はなく、「侍組禄席掌故」に信綱の名前を認められないのは当然であると言える。
軍記物の中には、家康は景継を高く評価し、景勝から冷遇を受け続けていることを知り、2万石を与えて迎え受けようとしたが、景継は「景勝殿の怒りは私の責任であり、いかなる罰を受けてもそれはもっともなことである。それに長きこと上杉家に仕えており、今さら二君にまみえることは出来ない」と述べてこの誘いを断り、これを聞いた家康は「そういう人物だからこそ配下に欲しかった」と悔しがったという話が記載されている。

## 登場作品
- 天地人（2009年、演：パパイヤ鈴木 ）